# M28 (球狀星團)

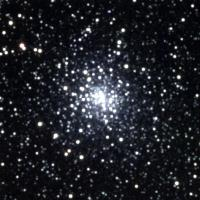
M28

M28（NGC 6626）是人马座中一个小的但很緻密的球状星团，於1764年被梅西耶發現，直徑約60光年，距地球約18,300光年，视星等为+6.8等，需要约口径12英寸（30厘米）的望远镜才能分辨出单个恒星。目前在星團內共發現了18顆天琴座RR型變星。